# Hyperkärnor
Hyperkärnor, eller hyperfragment, är högt exiterade, lätta atomkärnor i vilka en nukleon är ersatt med en hyperon. Sådana kärnor har något högre atomvikt än normala atomkärnor och mycket kort livslängd.
Hyperkärnor upptäcktes av Marian Danysz och Jerzy Pniewski i Warszawa 1953.